# 費爾莫省
費爾莫省 （義大利語：Provincia di Fermo）是意大利將於2009年在馬爾凱成立的一個省。面積784平方公里，人口171,745人。首府費爾莫。
下分40市鎮。